# Allan Cholmondeley Arnold
Allan Cholmondeley Arnold, britanski general, * 23. maj 1893, † 29. januar 1962, Bayford, Somerset, Anglija.